# Poloneze, Op. 40
Cele două Poloneze Op. 40 care sunt Poloneza în La major, Op. 40, No. 1 (Poloneza Militară) și Poloneza în Do minor, Op. 40, No. 2 au fost compuse de Frédéric Chopin în 1838.
Anton Rubinstein a remarcat că Poloneza în La major este simbolul gloriei poloneze, în timp ce Poloneza în Do minor este simbolul tragediei poloneze.

## Poloneza in La major, Op. 40, Nr. 1
Începutul se deschide în cheia La major și continuă într-un ritm tipic polonez. Cheia se transformă apoi în Re major în mijlocul polonezei pentru o secțiune trio, după care deschiderea piesei este repetată fără modificări. Piesa este aproape în întregime jucat forte sau gălăgios, ceea ce face o performanță bombastică. 
În timpul Invaziei Germane a Poloniei din Septembrie 1939, la începutul celui de-al doilea război mondial, Polskie Radio a difuzat această piesă zilnic pentru un protest naționalist și a adunat poporul polonez.
Începutul piesei este folosit ca un semnal de interval pentru Polskie Radio.
Această piesă este interpretată în faimoasa scenă din filmul polonez Ashes and Diamonds la sfârșitul unei petreceri de noapte care sărbătorește sfârșitul celui de-al doilea război mondial.
În sezonul 3, episodul 2 din Rectify, creditele de închidere sunt arătate pe piesa Poloneza în La major după Teddy urmărește să o ucidă pe Tawny, soția lui înstrăinată.

## Poloneza in Do minor, Op. 40, Nr. 2
Cea mai importantă temă principală a polonezei, cu cea mai mare și cea mai veselă din prima poloneză, prezintă un ritm uniform al corzilor pe mâna dreaptă, începând cu Do minor, si o melodie tristă jucată pe mâna stângă, cu linii ocazionale jucate pe mâna dreaptă. Este intercalată cu o temă mai senină, înainte de trecerea la secțiunea trio în La♭ major, care incorporează ritmuri tipice poloneze. Tema principală este repetată, dar în mare masură scurtată, cu o melodie dramatică adăugată pe mâna dreaptă.
În Sezonul 3 Episodul 20 din Futurama, Bender interpretează Poloneza în Do minor pe un pian în miniatură în timp ce plutește în spațiu.